# Science des systèmes
 (mars 2024).
La mise en forme du texte ne suit pas les recommandations de Wikipédia : il faut le « wikifier ».
Les points d'amélioration suivants sont les cas les plus fréquents. Le détail des points à revoir est peut-être précisé sur la page de discussion.
- Les titres sont pré-formatés par le logiciel. Ils ne sont ni en capitales, ni en gras.
- Le texte ne doit pas être écrit en capitales (les noms de famille non plus), ni en gras, ni en italique, ni en « petit »…
- Le gras n'est utilisé que pour surligner le titre de l'article dans l'introduction, une seule fois.
- L'italique est rarement utilisé : mots en langue étrangère, titres d'œuvres, noms de bateaux, etc.
- Les citations ne sont pas en italique mais en corps de texte normal. Elles sont entourées par des guillemets français : « et ».
- Les listes à puces sont à éviter, des paragraphes rédigés étant largement préférés. Les tableaux sont à réserver à la présentation de données structurées (résultats, etc.).
- Les appels de note de bas de page (petits chiffres en exposant, introduits par l'outil «  Source ») sont à placer entre la fin de phrase et le point final[comme ça].
- Les liens internes (vers d'autres articles de Wikipédia) sont à choisir avec parcimonie. Créez des liens vers des articles approfondissant le sujet. Les termes génériques sans rapport avec le sujet sont à éviter, ainsi que les répétitions de liens vers un même terme.
- Les liens externes sont à placer uniquement dans une section « Liens externes », à la fin de l'article. Ces liens sont à choisir avec parcimonie suivant les règles définies. Si un lien sert de source à l'article, son insertion dans le texte est à faire par les notes de bas de page.
- La présentation des références doit suivre les conventions bibliographiques. Il est recommandé d'utiliser les modèles {{Ouvrage}}, {{Chapitre}}, {{Article}}, {{Lien web}} et/ou {{Bibliographie}}. Le mode d'édition visuel peut mettre en forme automatiquement les références.
- Insérer une infobox (cadre d'informations à droite) n'est pas obligatoire pour parachever la mise en page.

Pour une aide détaillée, merci de consulter Aide:Wikification.
Si vous pensez que ces points ont été résolus, vous pouvez retirer ce bandeau et améliorer la mise en forme d'un autre article.

Impression des systèmes pensant la société

La science des systèmes, également appelée recherche sur les systèmes, ou, simplement, systèmes, est un domaine transdisciplinaire  qui se préoccupe de comprendre les systèmes simples et complexes dans la nature et la société, ce qui conduit aux avancées des attributions formelles, naturelles, sociales et appliquées dans l'ingénierie, la technologie et la science elle-même.
Pour les scientifiques des systèmes, le monde peut être compris comme un système de systèmes. Le domaine vise à développer des fondations transdisciplinaires applicables dans divers domaines, tels que la psychologie, la biologie, la médecine, la communication, les affaires, la technologie, l'informatique, l'ingénierie et les sciences sociales.
Les thèmes couramment soulignés dans la science des systèmes sont (a) la vision holistique, (b) l'interaction entre un système et son environnement, et (c) les trajectoires dynamiques complexes (souvent subtiles) du comportement qui parfois sont stables (et donc renforçantes), mais peuvent dans diverses « conditions limites »  devenir extrêmement instables (et donc destructrices). Les préoccupations concernant la dynamique de la biosphère/géosphère à l'échelle de la Terre sont un exemple de la nature des problèmes auxquels la science des systèmes cherche à apporter des aperçus significatifs.

## Domaines associés
Les sciences des systèmes couvrent un large éventail de domaines. On peut les concevoir en trois groupes : les domaines qui ont développé des idées de systèmes principalement par la théorie; ceux qui l'ont fait principalement par des  réalisations pratiques pour répondre à des situations problématiques; et ceux qui ont appliqué des idées à d'autres disciplines.

### Domaines théoriques

#### Complexité
- Théorie du contrôle des effets
- Technique de contrôle
- Systèmes de contrôle

#### Cybernétique
- Autopoïèse
- Théorie des conversations
- Cybernétique d'ingénierie
- Théorie du contrôle perceptuel
- Cybernétique de gestion
- Cybernétique de second ordre
- Systèmes cyber-physiques

#### Théorie générale des systèmes
- Théorie des systèmes en anthropologie
- Théorie des systèmes biochimiques
- Théorie des systèmes écologiques
- Théorie des systèmes de développement
- Théorie générale des systèmes
- Théorie des systèmes vivants
- Théorie du système LTI
- Systèmes sociaux
- Théorie des systèmes sociotechniques
- Théorie des systèmes mathématiques
- Théorie des systèmes-mondes